# Neon Noir
Neon Noir è il primo album in studio da solista del cantautore finlandese Ville Valo, ex frontman degli HIM, pubblicato nel 2023 a nome VV.

## Tracce
Testi e musiche di Ville Valo.
1. Echolocate Your Love – 3:24
2. Run Away from the Sun – 4:12
3. Neon Noir – 4:56
4. Loveletting – 4:49
5. The Foreverlost – 3:30
6. Baby Lacrimarium – 3:50
7. Salute the Sanguine – 5:06
8. In Trenodia – 5:04
9. Heartful of Ghosts – 4:52
10. Saturnine Saturnalia – 6:37
11. Zener Solitaire – 2:31
12. Vertigo Eyes – 7:42